# Ева Кайли
Ѐва Алекса̀ндру Кайлѝ (на гръцки: Εύα Αλεξάνδρου Καϊλή) е гръцка инженерка, журналистка, политик от Общогръцкото социалистическо движение (ПАСОК), депутат в Гръцкия парламент (2007 – 2012) и в Европейския парламент от 2014 година.

## Биография
Родена е на 26 октомври 1978 година в Солун. Баща ѝ е от Истанбул, като по произход е от Кастелоризо, Имброс и Спарта. От 2004 година Кайли се занимава с журналистика. През 2006 година завършва инженерство в Солунския университет. През 2008 година става магистър по международни и европейски изследвания в Пирейския университет. Работи като журналистка в Мега Чанъл, като представя следобедните и вечерните новини през уикенда.
На местните избори през 2002 година е избрана за общински съветник в Солун. На парламентарните избори през 2004 година е кандидат за депутат, но не успява да получи място в парламента, тъй като председателят на ПАСОК Георгиос Папандреу избира да влезе от Солун, а не от Ахая. През 2007 и 2009 година е избрана за депутат от ПАСОК от Първи Солунски избирателен район. На изборите през 2012 година не успява да влезе в парламента. Между 2012 и 2014 година Кайли е председателка на Центъра за научни изследвания за равенство между половете и равните възможности при Министерството на вътрешните работи.
На изборите за Европейски парламент през юни 2014 година е избрана от коалицията Маслиново дърво-Демократично обединение, член на Прогресивния алианс на социалистите и демократите. Председателка е на Делегацията за връзки на Европейския парламент с НАТО.

## Арест по обвинение за корупция
На 9 декември 2022 година Кайли е арестувана от белгийската федерална полиция след разследване за организирана престъпност, корупция и пране на пари, свързани с лобистки усилия в подкрепа на Катар. Куфар с пари е намерен при баща ѝ при задържането му, а в дома ѝ са намерени чанти с пари. Същия ден тя е отстранена както от Групата на социалистите, така и от Демократическата група, с която участва в Европейския парламент, и от националната си партия ПАСОК. Като част от разследването белгийската полиция обискира 16 жилища и задържа най-малко четирима други, включително бившия евродепутат Антонио Панцери, партньора на Кайли, и парламентарен асистент на евродепутата Мари Арена, Франческо Джорджи и бащата на Кайли, който е арестуван във влак с голяма сума пари след предупреждение от съучастник. По време на обиските разследващите откриват над 600 000 евро в брой.
Моментът на арестите съвпада с домакинството на Световното първенство по футбол през 2022 година в Катар. Западните демокрации като цяло са критични към домакините, но с реч в Европейския парламент Кайли хвали положението с правата на човека в Катар и критикува западните обвиненията в корупция на държавата от Персийския залив.